# قرار مجلس الأمن التابع للأمم المتحدة رقم 144
قرار مجلس الأمن التابع للأمم المتحدة رقم 144، الذي اعتمد في 19 يوليو 1960، معترفا بأن الوضع القائم بين كوبا والولايات المتحدة كان يزداد توترا ولكن أيضا أنه كان موضوع النقاش الدائر داخل منظمة الدول الأمريكية، قرر المجلس تأجيل اتخاذ إجراء بشأن هذه المسألة حتى تلقي تقرير من منظمة الدول الأمريكية. وحث المجلس جميع الدول الأخرى على الامتناع عن أي عمل من شأنه أن يزيد من التوترات القائمة بين البلدين.
اعتمد القرار بأغلبية تسعة أصوات، بينما امتنعت جمهورية بولندا الشعبية والاتحاد السوفيتي عن التصويت.